# Skandia (verzekeringsmaatschappij)
Skandia is een internationale financiële dienstverlener in Zweden.
Het bedrijf werd in 1855 in Stockholm opgericht en is zowel bank als verzekeraar.